# Nu Geminorum
Désignations
Nu Geminorum (en abrégé ν Gem) est une étoile binaire, ou possiblement multiple de la constellation des Gémeaux. Elle est visible à l'œil nu avec une magnitude apparente de 4,16. Le système présente une parallaxe annuelle de 5,99 mas mesurée par le satellite Hipparcos, ce qui permet d'en déduire qu'il est distant d'environ ∼ 540 a.l. (∼ 166 pc) de la Terre.

## Nu Geminorum A
Les deux étoiles principales du systèmes, désignées Nu Geminorum Aa et Ab, complètent une orbite l'une autour de l'autre avec une période de 18,75 ans et selon une excentricité de 0,297. Il existe une grande incertitude dans le type spectral de ces étoiles, avec des classifications qui varient d'une étoile de la séquence principale à une étoile géante. Le spectre indique en tout cas la présence d'une étoile Be dans le système.

## Nu Geminorum B
Nu Geminorum B, ou HD 257937, est une étoile binaire de type A0 située à environ deux minutes d'arc de Nu Geminorum A, dont les composantes sont désignées Nu Geminorum Ba et Bb. Il n'est pas certain que Nu Geminorum B soit liée physiquement à Nu Geminorum A ; le Multiple Star Catalog l'inclut dans le système, faisant de Nu Geminorum un système quadruple.

## Nom
Selon le catalogue d'étoiles du Technical Memorandum 33-507 - A Reduced Star Catalog Containing 537 Named Stars édité par la NASA, Nu Geminorum portait le nom de Nucatai.